# アフメト・ニハト・オスマンオウル
アフメト・ニハト・オスマンオウル（オスマン語: أحمد نهاد、Ahmed Nihad Osmanoğlu、1883年7月5日 - 1954年6月4日）は、オスマン帝国の帝家であったオスマン家の第38代家長で、帝位（パーディシャーおよびカリフ）請求者（請求期間：1944年 - 1954年）。

## 生涯
第33代皇帝ムラト5世とその第1夫人エルル・メヴヒベ・バシュ・ハトゥン（Elru Mevhibe Baş Hatun）との間の長男シェフザデ・メフメト・セラハディン・エフェンディ（Şehzade Mehmed Selahaddin Efendi）皇子と、アルメニア人の第2夫人ナズィクナズ・ハヌム（Naziknaz Hanım）の間にオルタキョイのチュラーン宮殿で生まれた。祖母はグルジア人である。トルコの共和制移行に伴い、1924年に他の皇族とともに国外に退去した。1944年、アブデュルメジト2世の死去に伴い名目上の皇帝「アフメト4世（IV. Ahmet）」を名乗った。1954年にベイルートで死去した。
1902年2月7日にサフィル・ハヌム（Safiru Hanım）を第1夫人とし、間に一人息子アリー・ヴァースブ（1903年 - 1983年）をもうけた。1915年4月10日に第2夫人としたナヴレスタン・ハヌム（Nevrestan Hanım）との間に子供は無い。